# Antoni de Gironella i Aiguals
Antoni de Gironella i Aiguals (Barcelona, juliol de 1789 — París, 4 de setembre de 1855), fou un polític liberal, comerciant i escriptor català de la primera meitat del segle xix.

## Vida
Era fill del comerciant Josep de Gironella i Ramoneda. Es dedicà al comerç. Es va casar amb Maria Dodero, filla d'Antonio Dodero, de la família de comerciants genovesos d'aquest cognom. I a través d'ells va emparentar amb els Sagnier i els Vilavechia.
En la seva joventut col·laborà a la revista revolucionària “El Propagador de la libertad”. El 1821 fou un dels fundadors dels comuners (espècie de lògia maçònica) a Catalunya, dels quals arribà a ésser gran castellà de Catalunya, i va tenir enfrontaments amb la Lògia del Gran Oriente Español.
A 1822 durant el Trienni liberal fou elegit regidor de l'Ajuntament de Barcelona i va pertànyer a les diputacions en el grup radical. L'1 de novembre de 1823 va signar en nom dels ciutadans de Barcelona, juntament amb Josep Elias, el tractat de capitulació d'aquesta ciutat i l'ocupació de les places militars de Barcelona, Tarragona i Hostalric pels Cent Mil Fills de Sant Lluís, document signat a Sarrià que era el quarter general dels francesos ocupants. Els altres signants van ser el Mariscal Rotten, i els tinents coronels José de la Torre i Ramon Galí. El 1827 fou nomenat vocal de la Junta de Comerç i cònsol primer del Tribunal de comerç de Barcelona, del qual el 1835 fou jutge i prior. Militant del partit liberal, fou president de la Junta Provisional Superior Governativa del Principat de Catalunya, creada després de la revolució del 1835, i també comandant del 6è batalló de la milícia urbana i col·laborà amb el diari "El Vapor". Firma els documents en nom de la Junta de Barcelona. Acusat dels fets de 1835 és deportat a Canàries fins 1838. Tot això no li impedia la seva gran fortuna ja que a gener de 1836 apareix com un dels mes gran contribuents de Barcelona. A 1838 es presenta a senador amb la candidatura del progrés amb Juan A. Llinas i Pere Felip Monlau, que seran uns dels grans defensors de la modernització de Barcelona fent enderrocar les muralles. Els últims anys de la seva vida els va passar a París.

## Activitat literària
Entre el 1832 i el 1838 portà a l'escena, al teatre de la Santa Creu, de Barcelona, moltes obres teatrals (una d'elles Cristina o el triunfo del talento, 1832), convertint-se en un dels més destacats cultivadors del melodrama moralista.
És autor de la novel·la en vers Los odios (París, 1840), d'una traducció de l'Odissea al castellà (1851) i de Délassements d'un Visigoth. Macédoine polyglotte (París, 1853), recull de poesies en castellà, francès, anglès, llatí i italià, i una en català, Lo penitent, publicada el 1858 a Los trobadors nous.

### Obra pròpia
- 1832 : Gironella y Ayguals, Antonio de. Cristina, o, El triunfo del talento : comedia en tres actos y en verso (en castellà).  Barcelona: Imprenta de A. Bergnes, 1832.
- 1836 : Gironella, Don Antonio de. Manifiesto de Don Antonio de Gironella, primer Comandante del 6º Batallón de línia de la Guardia Nacional de Barcelona; en demostración de la pureza de su conducta en los movimientos populares que en los días 4 y 5 de Enero del presente año ocurrieron en aquella Ciudad (en castellà).  Santa Cruz de Tenerife: Imprenta de Vicente Bonet, 12/03/1836, p. 11 pàgs. [Consulta: 28 setembre 2016].
- 1840 : A.G.. Los odios, novel·la épica en seis cantos (htlm) (en castellà).  París: Librería estrangera y oriental de Girard Hermanos, 1840, p. 338 [Consulta: 29 setembre 2016].
- 1851 : Homer; Gironella, A. de (trad.). La Odisea de Homero (en castellà).  Barcelona: Imprenta y Libreria Politecnica de Tomás Gorchs, 1851.
- 1853 : Gironella, Antonio de. Délassements d'un visigoth: macèdoine polyglotte (en castellà, francès, italià i català).  París: Imprimerie de Madame de Lacombe, 1853, p. 216 [Consulta: 29 setembre 2016].[Enllaç no actiu]

### Obres de referència
- Raull, Francisco. Historia de la conmoción de Barcelona en la noche del 25 al 26 de julio de 1835; causas que la produjeron y sus efectos hasta el día de esta publicación (htlm) (en castellà). 2ª ed..  Barcelona: Impr. de A. Bergnes, 1835 [Consulta: 29 setembre 2016].
- Manifiesto de las operaciones principales de la Junta de Barcelona creada en 10 de agosto y disuelta en 22 de octubre de 1835 (htlm) (en castellà).  Barcelona: Imprenta de Tomás Gaspar [Consulta: 28 setembre 2016].
- Roca Vernet, Jordi. La Barcelona revolucionària i liberal: exaltats, milicians i conspiradors (pdf).  Barcelona: Fundació Noguera, 2011. ISBN 9788499751696 [Consulta: 28 setembre 2016]. Arxivat 2020-12-02 a Wayback Machine.
- Ruiz Jiménez, Marta. «Lista de comuneros - Gironella Ayguals, Antonio». A: El liberalismo exaltado. La confederación de comuneros españoles durante el Trienio Liberal (en castellà).  Madrid: Editorial Fundamentos, 2007, pàg. 228. ISBN 9788424511128 [Consulta: 28 setembre 2016].
- Margenat Padrós, Joaquim «La finca de Can Gironella». El poble de Sarrià entre 1800 i 1900 (web).
- Ghanime, Albert «Antonio de Gironella y Ayguals». Diccionario Biográfico Español. Real Academia de la Historia.